# Křižatky

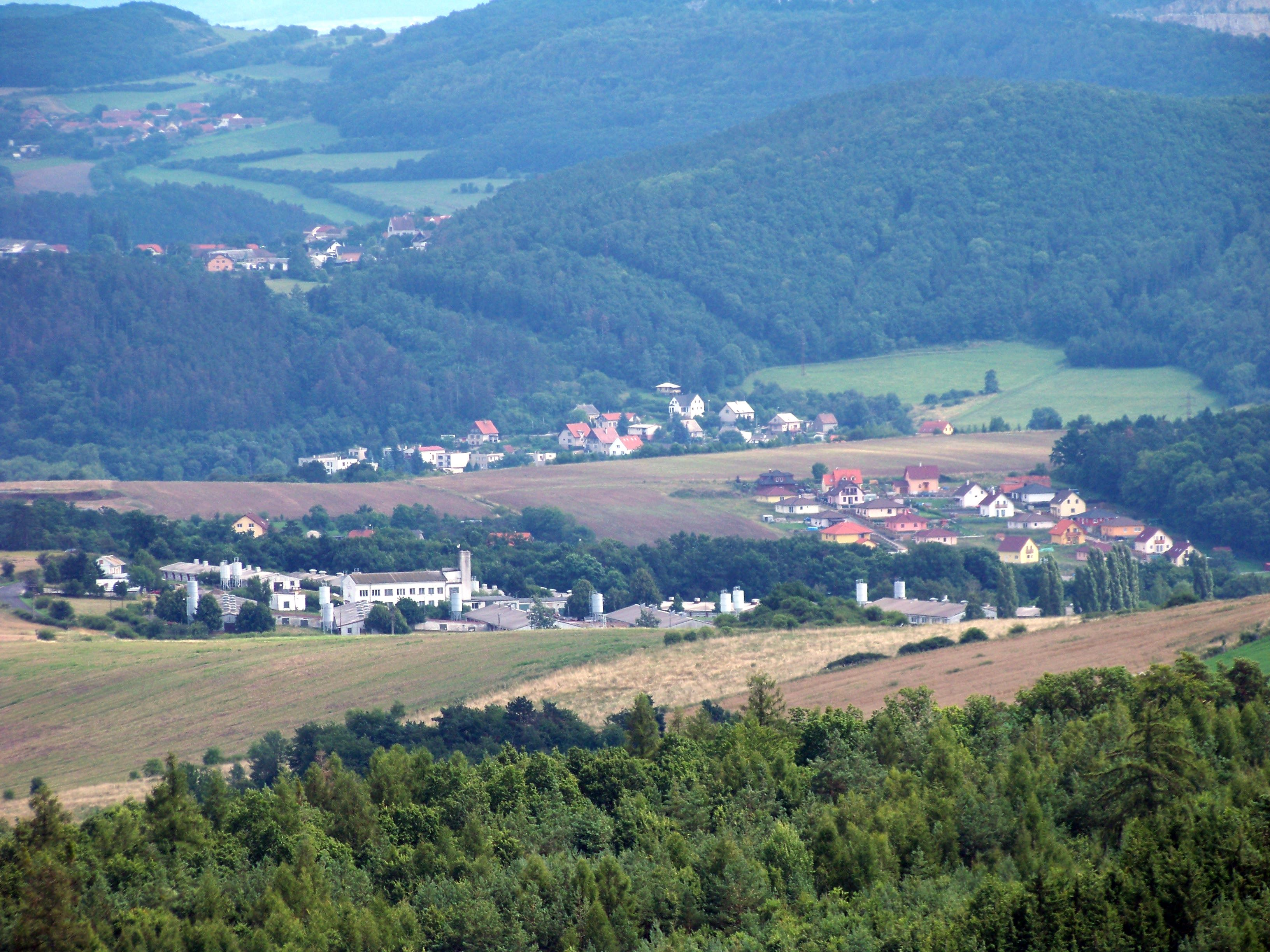
Blick von den Svatské skály auf Křižatky und Popovice

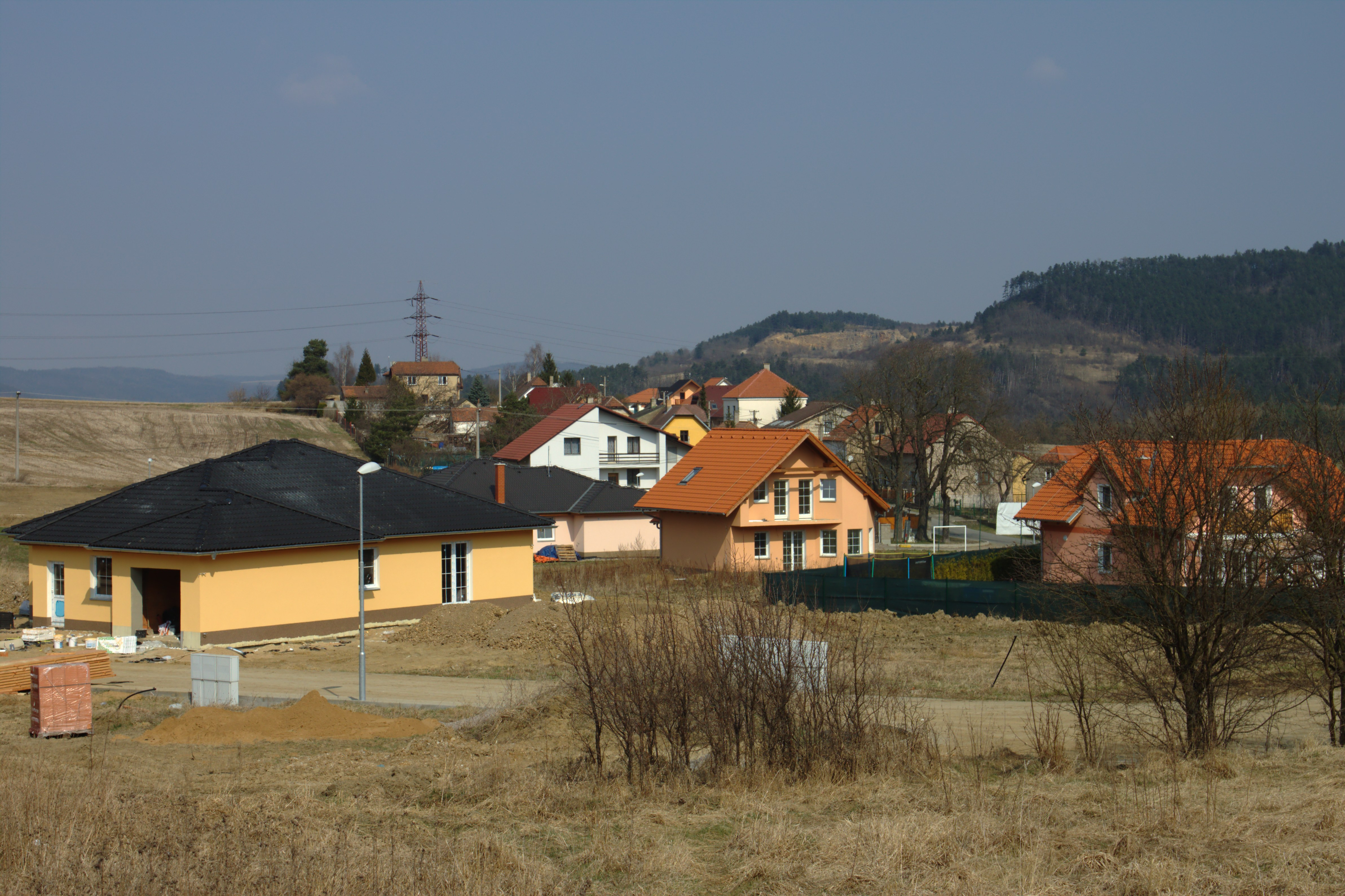
Ortsansicht

Křižatky, bis 1979 Křížatky (deutsch Schmiedberg) ist ein Ortsteil der Stadt Králův Dvůr in Tschechien. Er liegt sechs Kilometer südlich von Beroun und gehört zum Okres Beroun.

## Geographie
Křižatky befindet sich westlich des Landschaftsschutzgebietes Český kras (Böhmischer Karst) in der Brdská vrchovina. Das Dorf liegt  auf einem Höhenzug zwischen den Tälern der Litavka und des Baches Suchomastský potok. Nordöstlich erheben sich Dlouhý vrch (311 m) und der Velký Kosov (451 m), im Osten der Velký vrch (441 m), südöstlich der Zlatý kůň (475 m) und der Kotýz (425 m), im Süden der Lejškov (487 m), südwestlich der Holý vrch (454 m) sowie im Westen die Koukolova hora (471 m). Östlich des Dorfes führt die Anschlussbahn vom Steinbruch Velkolom Čertovy schody entlang des Suchomastský potok nach Králův Dvůr. Im Norden liegt der Stausee Suchomasty.
Nachbarorte sind Na Mandátě, U Hůlů, Karlova Huť, Jarov und Litohlavy im Norden, Koledník und Bítov im Nordosten, Koněprusy im Osten, Havlíčkův Mlýn, Vinařice, Dolejší Mlýn und Suchomasty im Südosten, Amerika, Tmaň und Lounín im Süden, Slavíky, Mlýnský Ostrov und Zdice im Südwesten, Černín im Westen sowie Popovice im Nordwesten.

## Geschichte
Schmiedberk entstand am Übergang vom 16. zum 17. Jahrhundert als Ansiedlung für die in der Eisenhütte Karlshütten beschäftigen Schmiede und wurde erstmals 1603 im Königshofer Burgrechtsbuch erwähnt. Während des Dreißigjährigen Krieges erlosch der Ort gänzlich und wurde erst zum Ende des 18. Jahrhunderts wiederbesiedelt. Die Verwaltung und Erträge des Königshofer Anteils der Kameralherrschaft Zbirow wurden 1834 als k.k. Montan-Herrschaft bzw. Berg-Cameralherrschaft Königshof dem k.k. Montan-Aerar zugewiesen. Sie blieb dabei dem k.k. Oberamt Zbirow untergeordnet, erhielt jedoch einen Amtsverwalter.
Im Jahre 1846 bestand das im Berauner Kreis gelegene Dorf Schmiedberg, auch Schmiedowitz bzw. Křižatka aus 13 Häusern mit 106 Einwohnern. Bei der Mühle Litohlaw wurde am Berg Kosow ein Steinbruch betrieben. Pfarrort war Tmain. Bis zur Mitte des 19. Jahrhunderts blieb das Dorf der k.k. Montan-Herrschaft Königshof untertänig.
Nach der Aufhebung der Patrimonialherrschaften bildete Křižátka / Schmiedberg ab 1850 einen Ortsteil der Gemeinde Králův Dvůr im  Gerichtsbezirk Beroun. 1868 wurde das Dorf dem Bezirk Hořowitz zugeordnet. 1898 nahm die Kleinbahn Králův Dvůr – Beroun – Koněprusy (Drobná dráha Králův Dvůr – Beroun – Koněprusy, KBK), die die Kalksteinbrüche mit der Zementfabrik Králův Dvůr verband, den Betrieb auf. Seit dem Beginn des 20. Jahrhunderts wurde das Dorf als Křižatka bezeichnet.  1936 wurde Křižatka dem Okres Beroun zugeordnet. Im Jahre 1950 erhielt das Dorf den amtlichen Namen Křížatky. Südöstlich von Křížatky wird seit den 1950er Jahren der Großsteinbruch Čertovy schody betrieben. 1960 entstand der Stausee Suchomasty, dabei wurde die Mühle Litohlavy abgerissen. Die 760-mm-Kleinbahn Králův Dvůr – Beroun – Koněprusy wurde 1962 stillgelegt und die Strecke später abgebaut. Am 1. Jänner 1980 wurde das Dorf als Ortsteil Beroun-Křižatky nach Beroun eingemeindet. Am 24. November 1990 löste sich Křižatky wieder von Beroun los und wurde wieder Teil des Městys Králův Dvůr. Im Jahre 1991 hatte das Dorf 104 Einwohner, beim Zensus von 2001 lebten in den 62 Wohnhäusern von Křížatky 136 Personen.

## Ortsgliederung
Křižatky ist Teil des Katastralbezirkes Popovice u Králova Dvora. Zu Křižatky gehören die Siedlung Na Mandátě sowie die Einschichten Amerika, Litohlavy und U Hůlů.

## Sehenswürdigkeiten
- Koukolova hora mit der Kapelle des hl. Blasius, errichtet 1832. Die zur Ruine verfallene Kapelle wurde 2009 wiederhergestellt.
- Nationales Naturdenkmal Kotýz, südöstlich des Ortes, mit Burgstätte Kotýz und dem größten Felsentor des Böhmischen Karstes Aksamitova brána.